# Laci Boldemann
Laci Boldemann (* 24. April 1921 in Helsinki; † 18. August 1969 in München) war ein schwedischer Komponist deutsch-finnischer Abstammung.

## Leben
Da Boldemanns Eltern sich früh scheiden ließen, wuchs er in Berlin und in Finnland auf, hatte aber durch seinen Vater die deutsche Staatsbürgerschaft. Um ihn vom nationalsozialistischen Regime fernzuhalten, ermöglichte ihm sein Großvater Georg Boldemann (1865–1946) ein Studium in London an der Royal Academy of Music in Komposition, Dirigieren und Klavierspiel, 1937–1939 mit Sir Henry Wood als Hauptlehrer.
Schon 1938 wurde eines seiner Werke in der Royal Albert Hall in London uraufgeführt. Zu Beginn des Zweiten Weltkriegs musste Boldemann als deutscher Staatsbürger England verlassen. Er zog zu den Großeltern Georg und Lina Boldemann (1875–1957) außerhalb Stockholms und nahm beim schwedischen Komponisten Gunnar de Frumerie Unterricht.
1942 wurde er als deutscher Staatsbürger zur Wehrmacht eingezogen. An der russischen Ostfront bekam er Gelbsucht, wurde dann als Dolmetscher ausgebildet und nach Italien versetzt, um den englischen Militärfunk abzuhören. An der Gotischen Linie desertierte er in einer sechs Wochen langen Flucht, bis er die Alliierten erreichte und über Afrika in ein Lager für Nazigegner in Kentucky in den USA kam.
In Lübeck traf er 1946 seine deutsche Frau Karin Katz. 1947 ließ er sich in Schweden nieder, war dort als Komponist tätig und wurde später Sekretär im schwedischen Komponistenverband.
Die melodische Kreativität ist ein Kennzeichen seiner Kompositionen. Obwohl er kein strikter Modernist war, wurden seine Werke gespielt, auch in Deutschland unter Dirigenten wie Hans Knappertsbusch, Christoph von Dohnányi, Karl Münchinger und Robert Heger, nach seinem Tod auch unter Kent Nagano und Gennadi Roschdestwenski. Im Zentrum seines Werkes steht die Vokalmusik – Lieder, Kinderlieder und Kantaten mit Orchesterbegleitung. Seine Familienoper Schwarz ist Weiß stand drei Jahre auf dem Spielplan der Königlichen Oper in Stockholm, die Opernkomödie Stunde der Torheit wurde am Stadttheater in Malmö uraufgeführt und im schwedischen Fernsehen ausgestrahlt. Noch heute singen vor allem schwedische Chöre aus seiner Liedersammlung Spefågel, Snuggla och Trast (Spaßvogel, Uhu und Kauz) nach Texten von James Krüss. Laci Boldemann schwelgte in verschiedenen Musikstilen, von der Zwölftontechnik bis zum Musical, und sagte einmal selbst:
„Moderne Musik ist Musik, die Menschen unserer Zeit berührt. Was kümmern mich Stile, historische Musik, Gegenwartsmusik, Zukunftsmusik, seriöse Musik, leichte Musik, was spielt das alles für eine Rolle? Solange das, was ich schreibe mir selbst gefällt und einigen – am liebsten mehreren – mit mir.“

## Familie
Laci Boldemanns Eltern waren Holger Boldemann (1901–1954), ein deutscher Geschäftsmann, und Maija Järnefelt (1900–1986), Tochter des finnischen Schriftstellers Arvid Järnefelt. Dessen Bruder Armas Järnefelt war erster Kapellmeister an der königlichen Oper von Stockholm. Dessen Schwester Aino Sibelius, geb. Järnefelt, war mit Jean Sibelius verheiratet. Verheiratet war Laci Boldemann (1946) mit Karin geborene Katz aus Lübeck.

## Werke
Komplettes Verzeichnis.
Orchesterwerke:
- La Danza, symphonische Ouvertüre (1949–50);
- Sinfonietta für Streicher (1954);
- Fantasia concertante für Cello und Orchester (1954);
- Klavierkonzert (1956);
- Violinkonzert (1959);
- Symphonie Nr 1 (1959–62);
- Trompetenkonzert (1968);
- Kleine Ouvertüre für Blasorchester (1969);

Kammermusik:
- Violinsonate (1950);
- Sechs kleine Klavierstücke ohne Pedal (1950);
- Streichquartett (1957);
- Kleine Suite für Klavier vier Hände (1960);
- Canto elegiaco für Cello und Klavier (1962);
- Kleine spanische Suite für Gitarre (zz unbekanntes Jahr);

Opern:
- Schwarz ist Weiß, sagte der Kaiser, Märchenoper, Libretto von L Hellsing. Prolog und 2 Akte (1963–64)[8]
- Stunde der Torheit, komische Oper, 3 Akte und Epilog, Libretto von K Boldemann nach Anna Bonaccis Theaterstück (1965–66)
- Und so träumt er von Per-Jonathan Eine Szene für einen Sänger und Orchester. Text K Boldemann (1969);

Oratorium:
- John Bauer, ein Bildoratorium zu Bildern von dem Mahler John Bauer für Sopran, Vortragskünstler, Chor und Orchester. Text L Hellsing (1967);

Chormusik:
- Nächtliche Madonna, Suite für Damenchor a cappella, text E Södergran (1964);
- Sechs Lieder für Männerchor a cappella, Text V Ekelund (1969, letzte Komposition);

Orchesterlieder:
- 4 Lieder der Vergänglichkeit für Bariton und Streichorchester, Text von H.Michaud (1951);
- Four Epitaphs für Mezzosopran und Streichorchester, Text von E.L.Masters (1952);
- Notturno für hohen Sopran und Orchester, Text von H.Michaud, (1958);
- Die Seeräuberballade für Bariton und kleines Orchester, Text L.Hellsing (1965);

Klavierlieder:
- Fünf Miniaturen, Text V.Ekelund (1940–47);
- 5 Lieder Sommerabende am See, Text von H.Michaud (1946);
- Sechs kleine Liebeslieder, Texte H.Michaud, H.Hesse, T.Storm (1946–50);
- Vier Hesselieder (1948);
- 4 Stormlieder (1948);
- Drei Walzer, Text H.Hesse (1951);
- Vier Morgensternlieder (1948–57);
- Mäuse im Mondlicht, Kinderlieder zu Texten von A.Frostenson (1958 -66);
- 5 Lieder Aus einem Liedbuch, Texte A.Mörne, J.Hemmer (1961);
- Pour les Lèvres chantantes, vier Lieder, Text M.Chesneau (1965);
- Kalle Kulör, Kinderlieder zu Texten von B.G.Hallquist (1966–67);
- Bürschchen Bosse – Bosse Bürschchen, Texte K Boldemann 10 Familienlieder (1967);
- Wenn du einen Garten hast, 6 mal 6 Lieder zu Texten von James Krüss (1968).